# Galaga ’88
Galaga '88 (яп. ギャラガ'88 Gyaraga 'Eiti Eito) — игра для аркадных автоматов в жанре фиксированный шутер, выпущенная Namco в 1987 году. Это третье продолжение игры Galaxian (следующее за Galaga и Gaplus). В игре была значительно улучшенная по сравнению с предыдущими в серии графика: в ней присутствовали детализированные фоны, враги большего размера и более детализированные корабли. Несмотря на хороший прием, автоматов с этой игрой было произведено меньше, чем с Galaga и Gaplus. Игра работает на оборудовании Namco System 1. Из домашних систем первой, на которую была портирована игра, стала NEC PC Engine. Позднее она была выпущена в Северной Америке на TurboGrafx-16 под названием Galaga '90 и на Sega Game Gear в Японии под названием Galaga '91 (яп. ギャラガ'91 Gyaraga 'Nainti Wan), а в Европе под названием Galaga 2.

## Игровой процесс
Игровой процесс в Galaga '88 основан на той же идее, что и в оригинальной Galaga, но более разнообразен и сложен. Игра разделена на серии из 2-х этапов, которые объединяются в восемь миров. Между этапами и мирами космический корабль Галага может ускориться, чтобы перейти в более высокие измерения (что повышает уровень сложности).
В Galaga '88 введено много новых типов врагов и их поведения. За уничтожение большей части особых врагов даются бонусные очки. Некоторые противники могут соединяться в одного более крупного, требующего несколько попаданий для уничтожения. Кроме того, враги могут появляться из яиц, взрываться фейерверком, а также обзаводиться бронёй, которая делает их непобедимыми в момент активности. Из некоторых врагов выпадают стаи более мелких существ, которые движутся к низу экрана по кривой линии. Многие уровни содержат различные препятствия, появляющиеся, когда противник формирует строй, и уничтожаемые одним или несколькими выстрелами.

## Порты
Galaga '88 была портирована для NEC PC Engine/TurboGrafx 16, но за пределами Японии была выпущена под названием Galaga '90. Игра также была портирована на Sega Game Gear и выпущена под названиями Galaga '91 в Японии и Galaga 2 в Европе. В 2005 году аркадная версия Galaga '88 была выпущена для домашних систем в составе сборника Namco Museum 50th Anniversary, выпущенного на платформах PlayStation 2, Xbox, Nintendo GameCube и PC. Аркадная версия также присутствует на сборнике Namco Museum Virtual Arcade для приставки Xbox 360.
Версия для PC Engine была выпущена на Nintendo Wii в службе Virtual Console в 2007 года. В 2009 году для этой платформы стала доступна версия для аркадных автоматов. Игра также была переиздана на аркадных автоматах в составе сборника Pac-Man's Arcade Party в 2010 году.
Ремейк Galaga '88 вместе с Galaxian, оригинальной Galaga и Gaplus, был выпущен для iOS в составе сборника компиляции приложения под названием Galaga 30th Anniversary Collection.

## Место в серии игр
Galaga '88 — это второе продолжение Galaga, и четвёртая игра в серии Galaxian:
1. Galaxian (1979)
2. Galaga (1981)
3. Gaplus (1984) — также известна как Galaga 3
4. Galaga '88 (1987)
5. Galaxian 3 (1990)
6. Attack of the Zolgear (1994)
7. Galaga Arrangement (1995) — в составе сборника Namco Classic Collection Vol. 1.